# 烟台北站
烟台北站是一个烟大铁路轮渡上的铁路车站，位于山东省烟台市芝罘区环海路86号，于2007年并投入客运使用。烟台站铁轨自蓝烟铁路下行珠玑站后引出 ，经联络线进烟台北站。联络线随蓝烟铁路电气化一同改造，为单线电气化铁路，有护网。2019年12月7日, 中铁渤海轮渡公司烟台北站铁路货场建成使用，实现了海铁联运铁路货运发送业务“零”突破。